# Eric Loeppky
Eric Loeppky (Steinbach, 1 de agosto de 1998) é um jogador de voleibol canadense que atua na posição de ponteiro.

## Carreira

### Clube
Loeppky atuou no voleibol universitário da Trinity Western University de 2016 a 2020. Na temporada 2020–21 fez sua estreia profissional pelo Consar Ravenna, na primeira divisão do campeonato italiano. Ao término da temporada, o ponteiro se transferiu para o Kioene Padova para disputar a temporada 2021–22; enquanto no ano seguinte foi representar as cores do Gioiella Prisma Taranto, ainda na primeira divisão italiana.
Após terminar na penúltima colocação do campeonato italiano na edição de 2022–23, Loeppky se transferiu para o Vero Volley Monza.

### Seleção
Pelas categorias de base, Loeppky foi medalhista de bronze no Campeonato NORCECA Sub-21 de 2016 ao vencer a seleção da Guatemala por 3 sets a 0. No ano seguinte, pela mesma catetegoria, foi novamente medalhista de bronze na Copa Pan-Americana Sub-21 de 2017, terminando o torneio como maior pontuador. No mesmo ano terminou na oitavo colocação do Campeonato Mundial Sub-21 de 2017, sediado na República Tcheca.
Com a seleção adulta canadense conquistou o terceiro lugar da Copa dos Campeões da NORCECA de 2019. Se tornou vice-campeão continental em 2021 ao ser superado na final pela seleção porto-riquenha por 3 sets a 0, no Campeonato NORCECA.

## Vida pessoal
Em março de 2022, Loeppky se tornou pai após o nascimento do seu primeiro filho, Luca Linden. A criança é fruto do relacionamento entre o jogador e a ex-jogadora de voleibol Samantha Seliger-Swenson.

## Clubes
| Anos      | Clube                   |
| --------- | ----------------------- |
| 2020–2021 | Consar Ravenna          |
| 2021–2022 | Kioene Padova           |
| 2022–2023 | Gioiella Prisma Taranto |
| 2023–     | Mint Vero Volley Monza  |

## Prêmios individuais
- 2017: Copa Pan-Americana Sub-21 – Maior pontuador